# Jean-François Elslander
Jean-François Elslander est un écrivain belge né à Bruxelles le 19 septembre 1865 et mort à Ostende en 1945.

## Biographie
Jean-François Elslander est un écrivain naturaliste, dans la veine de Camille Lemonnier, et macabre, à tel point que son roman Rage charnelle se voit saisir à Bruxelles et à Paris.
Instituteur, il est un tenant de Francisco Ferrer.
Par ailleurs, il s’intéresse également à l'art et notamment aux fauves brabançons.

## Œuvres
- L’Éducation au point de vue sociologique, Bruxelles, Belgique, Éditions J. Lebigue, 1898, 337 p. (OCLC 494332125)
- L’École nouvelle. Esquisse d'une éducation basée sur les lois de l'évolution humaine, J. Lebègue & cie, 1904, 275 p. (OCLC 23408165)
- Le Musée de M. Dieulafait, Paris, Éditions Paul Ollendorff, 1909, 302 p. (BNF 30398833)
- Parrain, 1910
- Figures et souvenirs d'une Belle Époque, Bruxelles, Belgique, Éditions Renaissance du livre, 1944, 103 p. BRB:FS LXXIX 2.620 B
- Rage charnelle, Paris, Éditions Séguier, coll. « Bibliothèque décadente », 1995, 357 p.  (ISBN 2-84049-038-2)
- Le Cadavre, Talence, France, Éditions de l’Arbre vengeur, coll. « L’Arbre à clous », 2013, 96 p.  (ISBN 979-10-91504-01-0)[5]